# Messier 76
A Messier 76 (más néven M76, NGC 650 vagy Kis Súlyzó-köd) egy planetáris köd a Perseus csillagképben.

## Felfedezése
Az M76-ot Pierre Méchain fedezte fel 1780. szeptember 5-én. Charles Messier 1780. október 21-én katalogizálta.

## Megfigyelése
- Rektaszcenzió: 01h 42m 19,7s
- Deklináció: +51° 34′ 32
- Látszólagos fényesség: 10,1m
- Látszólagos kiterjedés: